# Ана и волки
«Ана и волки» (исп. Ana y los lobos) — драма испанского кинорежиссёра Карлоса Сауры 1973 года. Фильм насыщен аллюзиями на франкистский режим. В 1979 году появилось своеобразное продолжение фильма — комедия «Маме исполняется сто лет».

## Сюжет
Ана, молодая иностранная гувернантка, приезжает в загородный дом в скучном районе под Мадридом. Её встречает хозяйка дома Лучи, о трёх дочерях которой предстоит заботиться Ане. Пока Ана разбирает вещи, дядя девочек Хосе представляется как голос порядка и авторитета в семье. Он объясняет Ане, что при появлении каких-либо сложностей она должна идти к нему.
На семейном ужине Ана знакомится со своими эксцентричными нанимателями. В семье три брата средних лет (Хосе, Хуан и Фернандо), их больная мать (Мама), Лучи, жена Хуана, и их дочери — Карлота, Виктория и Наталия. Ночью Наталия с криками просыпается от кошмарного сна. Хуан, вожделеющий к Ане, пользуется этим происшествием, чтобы войти к ней в спальню. Жёстко, но вежливо она отклоняет его притязания. Не в силах сдержать желание, Хуан ищет утешения с Ампаро, одной из горничных.
Ана начинает получать эротические письма, подписанные неизвестным обожателем, желающим быть с ней. Их доставляют из отдалённых мест, которые становятся всё ближе. Хосе объясняет, что он не только вскрывал и читал эти письма, но и знает, от кого они. Их писал Хуан, расходуя ценную семейную коллекцию марок. Хосе устроил в своём кабинете небольшой музей военного обмундирования и в обмен на уход за экспонатами предлагает Ане защиту и некоторую денежную компенсацию.
Фернандо, самый смиренный из братьев, не хочет жить в доме и обосновался в пещере неподалёку, где практикует мистические обряды для достижения левитации. Ана заинтригована им больше всего. Его образ жизни и ужасает, и привлекает её, ей хочется понять, зачем он бежит от мира.
Между приступами эпилепсии и подагры Мама остаётся хранительницей семейного единства. Вступив с Аной в прямой диалог, старая вдова немного раскрывает ей подноготную своих сыновей, показывает их детскую одежду, которую хранила много лет. «Вы должны отнестись к ним с пониманием», — говорит она Ане, начинающей интересоваться абсурдностью происходящего.
Теперь Ана активно играет в воображаемую жизнь каждого из братьев, открыто насмехаясь над ними. Нанятая Хосе ухаживать за его музеем, она награждает его медалью, когда он подстреливает птицу, чтобы напугать Ану.
Хуан настолько одержим Аной, что однажды проникает к ней в спальню, чтобы почистить зубы её щёткой. Чтобы смутить его, Ана заставляет его открыть и прочесть вслух одно из писем. Позже она целует его и спрашивает, согласен ли он ради неё бросить Лучи. Когда он соглашается, она громко зовёт Лучи, пугая Хуана.
Только с Фернандо у Аны складываются более близкие, хотя и платонические отношения. Вся семья идёт навестить Фернандо в пещере. Все обеспокоены: он отказался есть. Хосе насильно запихивает в рот Фернандо еду, которую Ана позднее извлекает, поняв, что он не проглотил её. Три девочки находят пропавшую куклу валяющейся в грязи и с обрезанными волосами. Девочки винят волков. Когда Ана сообщает об этом Хуану, он объясняет, что всему виной Фернандо, для которого волосы — фетиш.
Присутствие Аны будоражит дом до такой степени, что Лучи собирается покончить с собой. Когда выясняется, что Ана вводила братьев в заблуждение, сея сомнения в их умах и угрожая единству семьи, Мама требует уволить её. Братья подстерегают уходящую Ану на дороге. Повалив её на землю, Фернандо обрезает ей волосы, Хуан насилует её, а Хосе стреляет ей в голову. Крупный план агонизирующего лица Аны застывает в стоп-кадре.

## В ролях
- Джеральдина Чаплин — Ана
- Фернандо Фернан Гомес — Фернандо
- Хосе Мария Прада — Хосе
- Хосе Виво — Хуан
- Рафаэла Апарисио — Мама
- Чаро Сориано — Лучи
- Мариса Порсель — Ампаро
- Нурия Лахе — Наталия
- Мария Хосе Пуэрта — Карлота
- Сара Хиль — Виктория

## Анализ
Фильм — политическая аллегория на франкистскую Испанию. Страну олицетворяет разрушающееся здание, управляемое больной старухой; её сыновья — ниточки, движущие страну, в которой подавлена свобода. Авторитарный Хосе олицетворяет армию, мнимо религиозный Фернандо — церковь, озабоченный Хуан — семью. Три брата, подобно волкам, подкрадываются к жертве и не остановятся, пока не достигнут цели. Ана, чужая в этом замкнутом мире, нарушает внутренний уклад и за это платит максимальную цену.